# JIT-kompilator
En JIT-kompilator är en kompilator som kompilerar hela eller delar av ett datorprogram först när det faktiskt behövs. JIT står för "Just In Time", eller "precis i rätt tid".
JIT-kompilatorer är användbara när programmeraren inte i förhand vet tillräckligt om under vilka förutsättningar programmet ska användas. Kompilatorn får då istället fatta beslut om vilka optimeringar som är aktuella. Vissa JIT-kompilatorer kan även kompilera om delar av programmet under körning, så att programmet anpassar sig efter rådande omständigheter.
De första versionerna av Suns Java JIT-kompilator kallades lite elakt för att arbeta efter principen "Better Late Than Never".
Tekniken brukar ofta tillskrivas L. Peter Deutsch och Allan M. Schiffman som redan 1983 beskrev och implementerade denna teknik för Smalltalk (då kallad Deutsch-Schiffman-kompilering).